# Escuela de Formación de Comandos e Iniciación al Paracaidismo
La Escuela de Formación de Comandos e Iniciación al Paracaidismo (EFCIP) (en árabe argelino: مدرسة تكوين المغاوير و التدريب المظلي) también conocida como "Centro de Formación de Comandos", es una academia militar de las Fuerzas Terrestres de Argelia, con sede en la ciudad de Boghar, en la Provincia de Médéa en Argelia.

## Historia
La historia de la Escuela de Formación de Comandos e Iniciación al Paracaidismo de Boughar, se remonta a la época romana, cuando en su emplazamiento se construyó una fortaleza romana. El Emir Abd al-Qádir, usó este lugar como cuartel militar, pero el cuartel fue incendiado en 1841, tras la llegada del ejército francés a la región, las fuerzas francesas utilizaron el lugar como base militar y cuartel, considerando su ubicación estratégica y construyeron un hospital. La ciudad estaba bajo control francés, y fue morada de muchos colonos franceses, tras la llegada del ejército colonial francés a la región, utilizaron el emplazamiento del cuartel del Emir como cuartel militar, porque su ubicación era estratégica, y por lo tanto interesante para albergar a las tropas coloniales, más tarde construyeron allí un hospital militar y la ciudad también albergó a colonos franceses. Tras la guerra de Independencia de Argelia, la escuela pasó a llamarse Centro de Instrucción de Boghar. En esa época, el centro gozaba de cierta notoriedad en el continente africano, debido a que ofrecía instrucción militar a los soldados africanos. El 10 de noviembre de 1993, la academia pasó a llamarse: "Centro de Instrucción para Comandos", desde entonces ha sido uno de los centros de instrucción militar de las fuerzas terrestres de Argelia, actualmente es una de las bases de entrenamiento avanzado de las fuerzas terrestres de Argelia, junto con la Escuela Superior de Tropas Especiales (ESTE) y el Centro de Entrenamiento de Tropas Especiales (CETE), ambos ubicados en Biskra. Además, el 104.º Regimiento de Maniobras Operacional (RMO), un regimiento perteneciente a las fuerzas especiales de Argelia, también está ubicado en Boghar.

## Entrenamiento
El entrenamiento dentro de la escuela, se articula principalmente en la realización de ejercicios sobre el terreno, en particular los ejercicios relacionados con la guerra de guerrillas, tiro al blanco, saltar de vehículos en marcha, supervivencia en zonas y condiciones difíciles y carrera con obstáculos en un campo de entrenamiento. Estos cursos de formación están destinados a soldados y comandos paracaidistas. El entrenamiento de los alumnos del comando es de seis meses, durante estos meses de entrenamiento intensivo, muy duro tanto mental como psicológicamente, serán seleccionados, y solo los mejores recibirán el título de comando paracaidista. La academia entrena a los comandos paracaidistas del ejército y la gendarmería nacional argelina, miembros de las fuerzas especiales argelinas, la guardia republicana y personal militar extranjero también. Además, la mayoría de los regimientos de fuerzas especiales argelinas vienen regularmente a entrenarse en esta escuela. La academia entrena a la élite del ejército argelino, y también trabaja en estrecha colaboración con la Escuela Superior de Tropas Especiales y el Centro de Entrenamiento de Tropas Especiales, ambos ubicados en la ciudad de Biskra. Al completar con éxito el curso, el alumno recibirá el diploma y la insignia de comando.

## Cursos
Los cursos de formación son:
- Comando líder de escuadrón.
- Comando granadero.
- Comando de primera clase.
- Operador de fuerzas especiales.

## Formación
La formación consta de varias áreas:
- Artes marciales
- Asalto aéreo
- Boxeo
- Carrera con obstáculos
- Combate cuerpo a cuerpo
- Combate en espacios cerrados
- Contrainsurgencia
- Contraterrorismo
- Emboscadas
- Escalada
- Guerra urbana
- Judo
- Jūjutsu
- Karate
- Kuk Sool Won
- Montañismo
- Paracaidismo
- Psicología
- Reconocimiento especial
- Reconocimiento militar
- Saltar de vehículos en marcha
- Supervivencia, Evasión, Resistencia y Escape
- Técnicas de supervivencia
- Topografía

## Instalaciones
Las instalaciones de la academia y centro de formación incluyen:
- Campo de tiro
- Pista de juego
- Simulador